# ثمل جاف
ثمل جاف هو تعبير عامي«غير فصيح» يصف المدمن «الكحولي» الذين لم يعد يشرب ولكن على خلاف ذلك يحافظ على نفس أنماط سلوك مدمني الكحول، يوجد العديد من المنظمات مثل: Narcotics Anonymous وهي منظمة الخدمات العالمية المغفلة المعنية بالمخدرات، و Alcoholics Anonymous مدمن الكحول المجهول وهي (جمعية لمدمني الخمر التائبين).والهدف من هذه المنظمات ليس فقط لمساعدة أعضائها على التوقف عن تعاطي المخدرات والكحول. ومن المعترف به في هذه البرامج أن الإدمان هو أكثر منهجية من «عادة سيئة» وسببه أساسا أنانية، حيث تم العثور على عضوية طويلة الأجل في مدمني الكحول مجهول لإصلاح النرجسية المرضية، وأولئك الذين هم الرصين «غير سكرى» ولكن الاحتفاظ بالخصائص المرتبطة بالإدمان معروفة في Alcoholics Anonymous كما في السكارى الجافة.حيث يتم استخدام هذا المصطلح من قبل مدمني الكحول المجهولين فيما يتعلق بمشاعر الغضب والاكتئاب والاستياء.
يمكن وصف السكر جاف بأنه شخص يمتنع عن الكحول أو المخدرات، ولكن لا يزال لديه جميع المشاكل العاطفية والنفسية التي لم يتم حلها والتي قد تغذي الإدمان لتبدأ. هذه القضايا التي لم يتم حلها لا تزال تحتفظ بنفسيتها، وبالتالي، فإنها تتصرف مثل "السكارى الجافة. في معظم الحالات، يعتبر الاعتماد على الكحول عاملاً جوهريًا في حياة مدمني الكحول وقبول الرصانة أي عدم الإدمان يأتي مع تحدياته الخاصة وفهم شخصيته، على الرغم من ترك الكحول وإدمان أنفسهم، فإن معظم شخصياتهم هي تجسيد لأنفسهم السكارى.
يتم وصف السكير الجاف بمشاعر الاكتئاب والإحباط العميقة والشعور غير الحاسم بالرغبة في تناول مشروب تخلوا عنه. يشرب العديد من مدمني الكحول لمدة 10-20 عامًا تقريبًا قبل الحفاظ على الرصانة والتعود على السمات الشخصية والسمات التي تتجسد في أنفسهم السكارى. خلال هذه المرحلة من السكر الجاف، يواجه المدمنون الأرق والإحباط والغضب ونفاد الصبر والشغف. إن أعراض السكر الجاف غير منتظمة وتصبح أقل حدة مع زيادة فترة الرصانة. يمكن ملاحظة معظم أعراض السكر الجاف في المرحلة الأولى من الرصانة.

## أخرى
https://en.m.wikipedia.org/wiki/Alcoholism
https://en.m.wikipedia.org/wiki/Substance_abuse